# 大象冰磧
76°17′S 157°20′E / 76.283°S 157.333°E
大象冰磧（Elephant Moraine），是南極洲的冰磧，位於奧次地，處於雷克靈峰以西50公里的莫森冰川源頭以西，長6公里，該冰磧現時由南極條約體系管理。